# 1205
| 1205               |
| ------------------ |
| Dødsfald - Fødsler |
|                    |

| Gregoriansk kalender | 1205 MCCV               |
| Ab urbe condita      | 1958                    |
| Armensk kalender     | 654 ԹՎ ՈԾԴ              |
| Kinesiske kalender   | 3901 – 3902 甲子 – 乙丑 |
| Etiopisk kalender    | 1197 – 1198             |
| Jødisk kalender      | 4965 – 4966             |
| Hindukalendere       |                         |
| - Vikram Samvat      | 1260 – 1261             |
| - Shaka Samvat       | 1127 – 1128             |
| - Kali Yuga          | 4306 – 4307             |
| Iransk kalender      | 583 – 584               |
| Islamisk kalender    | 601 – 602               |

Konge i Danmark: Valdemar Sejr 1202-1241
Se også 1205 (tal)

## Dødsfald
- Enrico Dandolo, doge af Venedig